# Грязнов Борис Олегович
Бори́с Оле́гович Грязно́в (1985—2014) — прапорщик МВС України, учасник російсько-української війни.

## Життєпис
Народився 1985 року в місті Запоріжжя. Закінчив запорізьку школу та ПТУ. Пройшов строкову службу в Харкові. Саме тоді вирішив пов'язати своє життя з професійною військовою службою — як і старший брат Сергій. Начальник військового наряду 2-го відділення 1-го спеціального патрульного взводу спеціальної патрульної роти 1-го патрульного батальйону, Запорізька бригада охорони громадського порядку, національна гвардія України.
В серпні 2014 року Після заходження російських військ на територію, де велися бойові дії, підрозділи почали відхід. Нацгвардійці не відходили — чекали наказу, який отримали 24-го. 24 серпня 2014-го колона нацгвардійців потрапила в засідку терористів поблизу села Новоіванівка Амвросіївського району — на покинутому блокпосту (вояки вважали, що там ще знаходяться українські військові). Тоді ж у бою загинули старший прапорщик Сергій Добровольський та старший сержант Максим Баранов. 25 вояків потрапили до полону.
Похований у безіменній братській могилі; 10 жовтня 2014-го тіло ексгумоване пошуковцями місії «Евакуація-200» («Чорний тюльпан»). Тимчасово похований в Дніпропетровську.
Упізнаний за тестами ДНК, перепохований 20 червня 2015-го в місті Запоріжжя на Правобережному кладовищі.
Без Бориса лишився брат, військовослужбовець військової частини 3033, прапорщик Сергій Грязнов.

## Нагороди та вшанування
За особисту мужність, сумлінне та бездоганне служіння Українському народові, зразкове виконання військового обов'язку відзначений — нагороджений
- 15 вересня 2015 року — орденом «За мужність» III ступеня (посмертно).
- Його портрет розміщений на меморіалі «Стіна пам'яті полеглих за Україну» у Києві: секція 3, ряд 7, місце 11
- Вшановується 24 серпня на щоденному ранковому церемоніалі вшанування українських захисників, які загинули цього дня у різні роки внаслідок російської збройної агресії[1]
- 31 травня 2016 року у військовій частині 3033 Нацгвардії України відкрито меморіальну дошку Борису Грязнову.
- 9 листопада 2016 року Борис Грязнов нагороджений орденом «За заслуги перед Запорізьким краєм» III ступеня (посмертно).